# Bilij
A Bilij (más néven Fejér-patak, ukránul: Білий [Bilij]) patak Kárpátalján, a Tisza bal oldali mellékvize. Hossza 12 km, vízgyűjtő területe 45,5 km². Esése 84 ‰.
Terebesfejérpatakon ömlik a Tiszába.

## Települések a folyó mentén
- Terebesfejérpatak (Ділове)